# Collastoma monorchis
Collastoma monorchis is een platworm (Platyhelminthes). De worm is tweeslachtig. De soort leeft in het zoute water.
Het geslacht Collastoma, waarin de platworm wordt geplaatst, wordt tot de familie Umagillidae gerekend. De wetenschappelijke naam van de soort werd voor het eerst geldig gepubliceerd in 1900 door Dörler.